# Dani Rodrik
Dani Rodrik (Estambul, 14 de agosto de 1957) es un economista y profesor universitario turco. 

## Trayectoria
Dani Rodrik nació en Estambul, Turquía, el 14 de agosto de 1957, y viene de una familia sefardí judía que emigró de España a finales del siglo XV. Se graduó de la Robert College en esa ciudad. Obtuvo su Licenciatura de Artes (Summa Cum Laude) en la Universidad de Harvard, así como un doctorado en Economía y una maestría en Administración Pública (MPA) en la Universidad de Princeton. 
Desde 1996 es profesor de Economía política internacional en la Escuela de Gobierno John F. Kennedy de la Universidad de Harvard, donde también codirige en el programa de Maestría en Administración Pública (MPA). Entre 1992 y 1996 fue profesor de la Universidad de Columbia en Nueva York, y entre 2003 y 2016 profesor visitante de economía en la London School of Economics and Political Science. De acuerdo con IDEAS/RePEc, Rodrik es considerado uno de los 100 economistas más influyentes del mundo.
Ha publicado extensamente en las áreas de economía internacional, desarrollo económico y economía política. La cuestión de qué constituye una buena política económica y por qué algunos gobiernos tienen más éxito que otros al adoptarla está en el centro de su investigación. Sus trabajos incluyen Reglas de la economía: los aciertos y los errores de la ciencia triste y La paradoja de la globalización: la democracia y el futuro de la economía mundial. También es editor en jefe conjunto de la revista académica Global Policy.
Se unió a la Asociación de la Economía Mundial como miembro del comité ejecutivo en 2011.
Está casado con Pınar Doğan, profesora de políticas públicas en la Harvard Kennedy School. Ella es hija del general retirado turco Çetin Doğan, quien fue absuelto de una cadena perpetua agravada por su presunta participación en el presunto plan de golpe de Estado de Sledgehammer.
Como académico, está afiliado a la Oficina Nacional de Investigación Económica, al Centro de Investigación de Política Económica (Londres), el Centro para el Desarrollo Global, el Instituto de Economía Internacional y el Consejo de Relaciones Exteriores, y es coeditor de la Revista de Economía y Estadística. Ha recibido becas de investigación de Carnegie Corporation, Ford Foundation y Rockefeller Foundation. También es colaborador habitual de Project Syndicate desde 1998.
El 24 de diciembre de 2019 fue nombrado miembro ordinario de la Pontificia Academia de las Ciencias Sociales por el papa Francisco.

## Obra
Su libro de 1997 ¿Ha ido la globalización demasiado lejos? fue calificado de “uno de los libros de economía más importantes de la década” en Bloomberg Businessweek.
En su publicación, se centró en tres tensiones entre el mercado global y la estabilidad social. Señalando que la llamada "globalización" tiene el dilema de promover la igualdad internacional al tiempo que expone las fallas entre los estados nacionales con las habilidades y los capitales para tener éxito en los mercados globales y aquellos sin esa ventaja, ve el sistema de libre mercado como una amenaza. a la estabilidad social y las normas internas. Según su análisis, hay tres categorías de razones por las cuales surgen estas tensiones.
1. Primero, la tensión se produce a través de la globalización porque las barreras reducidas al comercio y las inversiones directas extranjeras trazan una línea clara entre las naciones y los grupos que pueden aprovecharse esas relaciones transfronterizas y aquellos que no pueden hacerlo. Rodrik se refiere a la primera categoría de grupos como trabajadores altamente calificados, profesionales y aquellos que son libres de llevar sus recursos donde están más en demanda. La segunda categoría incluiría trabajadores no calificados y trabajadores semicalificados, quienes, bajo la globalización, se vuelven más elásticos y fácilmente sustitutivos.
2. La segunda fuente de tensión viene porque la globalización engendra conflictos dentro y entre las naciones sobre las normas nacionales y las instituciones sociales. La tecnología y la cultura están siendo más estandarizadas en todo el mundo, y diferentes naciones con diferentes normas y valores tienden a mostrar repulsión hacia tales normas colectivas difundidas internacionalmente en una forma estandarizada.
3. Por último, la tercera amenaza de la globalización surge porque ha dificultado enormemente que los gobiernos nacionales proporcionen un seguro social de protección de su población.

En  su libro La paradoja de la globalización (2011), Dani Rodrik describió un triángulo cuyos vértices eran la globalización económica, la soberanía nacional y la democracia como un trilema, denominado Trilema de Rodrik, en que solo se pueden escoger dos vértices, y los políticos occidentales han tratado de tener los tres al mismo tiempo, lo que ha provocado el descontento e incluso la rebelión de sus votantes, que pueden optar por alternativas inciertas como el Brexit, el populismo o el ultranacionalismo disgregador.

## Planteamientos
Respecto al futuro de la globalización afirma:  "Tenemos que entender que la globalización no cae en nuestro regazo del cielo. Se ha construido y formado por nuestras propias decisiones. Sin embargo, no espero que en los próximos años veamos una gran desglobalización. Quizá veamos algunos ajustes, pero nada como el colapso de la economía mundial de los años de entreguerras del siglo XX. Los ganadores de la globalización —grandes empresas, bancos, trabajadores cualificados— son muy poderosos para que tenga lugar un retroceso significante." y "la globalización debe servir a los objetivos de los países y las sociedades, en vez de a la inversa. Eso significa que hay que crear reglas para la globalización basadas en la idea de que las diferentes naciones deben perseguir sus propias prioridades económicas y sociales. Hay que forjar un espacio político más grande para las regulaciones nacionales, normas de inversión, prácticas de propiedad intelectual, políticas industriales, políticas de los mercados financieros o los subsidios. Las reglas globales deben centrarse sobre todo en controlar o evitar los efectos negativos de las políticas de un país al resto del mundo." 
En cuanto a su posición sobre los intercambios comerciales dice: "Ningún político es elegido para servir a los intereses nacionales de otro país. Siempre es elegido para el interés nacional. Y es así como debe ser. La defensa clásica de la economía por un comercio más libre se centra en que sea beneficioso para el país de origen. Un país no tiene una determinada política comercial para beneficiar a otros países. Por lo tanto, no existe una incompatibilidad inherente entre la apertura económica y perseguir el interés nacional. Los conflictos emergen cuando los mercados no funcionan bien, las políticas sociales son débiles y los acuerdos comerciales son capturados por intereses especiales. En esos casos, es totalmente adecuado dar prioridad al interés nacional."

## Premios y honores
- 2002 Premio de Leontief, para avanzar en los límites del pensamiento económico.
- Premio Princesa de Asturias de Ciencias Sociales 2020

## Obras destacadas
- Rodrik, Dani (2017). Straight Talk on Trade: Ideas for a Sane Economy. Princeton University Press. ISBN 978-0691177847.
- Rodrik, Dani (2015). Economics Rules: The Rights and Wrongs of the Dismal Science. Norton & Company, Inc. ISBN 978-0-393-24641-4.
- 2011 - Dani Rodrik, La paradoja de la globalización, Antoni Bosch Editor, ISBN 978-84-95348-61-6, Barcelona, España.
- Rodrik, Dani (2007). One Economics, Many Recipes. Princeton University Press. ISBN 0-691-12951-7.
- McMillan, Margaret; Horn, Karen; and Rodrik, Dani (2004). «When Economic Reform Goes Wrong: Cashews in Mozambique». Brookings Trade Forum 2003: 97-165.
- Rodrik, Dani (ed) (2003). In Search of Prosperity: Analytic Narratives on Economic Growth. Princeton University Press. ISBN 0-691-09268-0.
- Rodrik, Dani (2001). «The Global Governance of Trade As If Development Really Mattered». PNUD. Archivado desde el original el 12 de diciembre de 2006.
- Rodrik, Dani (1999). The New Global Economy and Developing Countries: Making Openness Work. Overseas Development Council. ISBN 1-56517-027-X.
- Rodrik, Dani (1997). Has Globalization Gone Too Far?. Institute for International Economics. ISBN 0-88132-241-5.